# بنیامین هاجیچ
بنیامین هاجیچ (انگلیسی: Benjamin Hadžić؛ زادهٔ ۴ مارس ۱۹۹۹) بازیکن فوتبال اهل آلمان است.
از باشگاه‌هایی که در آن بازی کرده‌است می‌توان به باشگاه فوتبال هانوفر ۹۶ اشاره کرد.
وی همچنین در تیم‌های ملی فوتبال Bosnia and Herzegovina national under-17 football team, Bosnia and Herzegovina national under-19 football team، و زیر ۲۱ سال بوسنی و هرزگوین بازی کرده‌است.